# Sodowik Sterlitamak
Sodowik Sterlitamak (ros. Футбольный клуб «Содовик» Стерлитамак, Futbolnyj Kłub "Sodowik" Stierlitamak) – rosyjski klub piłkarski z siedzibą w Sterlitamaku w Baszkirii.

## Historia
Chronologia nazw:
- 1961—1991: Kauczuk Sterlitamak (ros. «Каучук» Стерлитамак)
- 1992—...: Sodowik Sterlitamak (ros. «Содовик» Стерлитамак)

Piłkarska drużyna Kauczuk została założona w 1961 w mieście Sterlitamak i reprezentowała .
W 1966 debiutował w Klasy B, strefie 5 Mistrzostw ZSRR, w której występował do 1969. Potem kontynuował występy tylko w turniejach lokalnych. Dopiero w 1990 ponownie startował w Drugiej Niższej Lidze, w której występował również i w następnym roku.
W Mistrzostwach Rosji klub pod nazwą Sodowik Sterlitamak debiutował w Drugiej Lidze, strefie 5. W 1994 po reorganizacji systemu lig w Rosji został zdegradowany do Trzeciej Ligi, strefy 6. W 1997 powrócił do Drugiej Ligi. Od 1998 występował w Drugiej Dywizji, strefie uralskiej. W 2005 zajął 1 miejsce w grupie oraz w turnieju finałowym i zdobył awans do Pierwszej Dywizji. Po zakończeniu sezonu 2007 klub został rozformowany.

## Sukcesy
- Klasa B ZSRR, strefa 5:
  - 6 miejsce: 1969
- Puchar ZSRR:
  - 1/256 finalista: 1968
- Rosyjska Pierwsza Dywizja:
  - 6 miejsce: 2006
- Puchar Rosji:
  - 1/16 finalista: 2005

## Znani piłkarze
- Wołodymyr Bondarenko
- / Siergiej Kołotowkin
- / Roman Oreszczuk